# Fjends kommun
Fjends kommun var en kommun i Viborg amt i Danmark. Sedan 2007 ingår den i Viborgs kommun.